# Eat More Pussy
Eat More Pussy è il primo album in studio del gruppo musicale  statunitense Nashville Pussy, pubblicato dalla Mercury Records nel 1997.

## Tracce
1. Kicked in the Teeth – 3:24
2. Nice Boys – 2:46
3. Milk Cow Blues – 3:06
4. Headin' For The Texas Border – 2:58
5. Sock it to Me Baby – 2:23
6. I'm Misunderstood – 2:35
7. Can't You See – 3:28

## Formazione
- Blaine Cartwright – voce, chitarra
- Ruter Suys  –  chitarra
- Corey Parks   – basso
- Adam Neal   – voce, batteria